# Compiz Fusion
Compiz Fusion är en samling av plugins till Compiz. 

## Historia
Compiz Fusion är resultatet av en sammanslagning av pluginsamlingen "Compiz Extras" och Beryl-projektet. 
openSUSE blev den 4 oktober 2007 den första stora linuxdistributionen med Compiz Fusion förinstallerat. 
Den 18 oktober 2007 började även Ubuntu att använda Compiz Fusion i och med version 7.10.